# Dąb Śniadaniowy

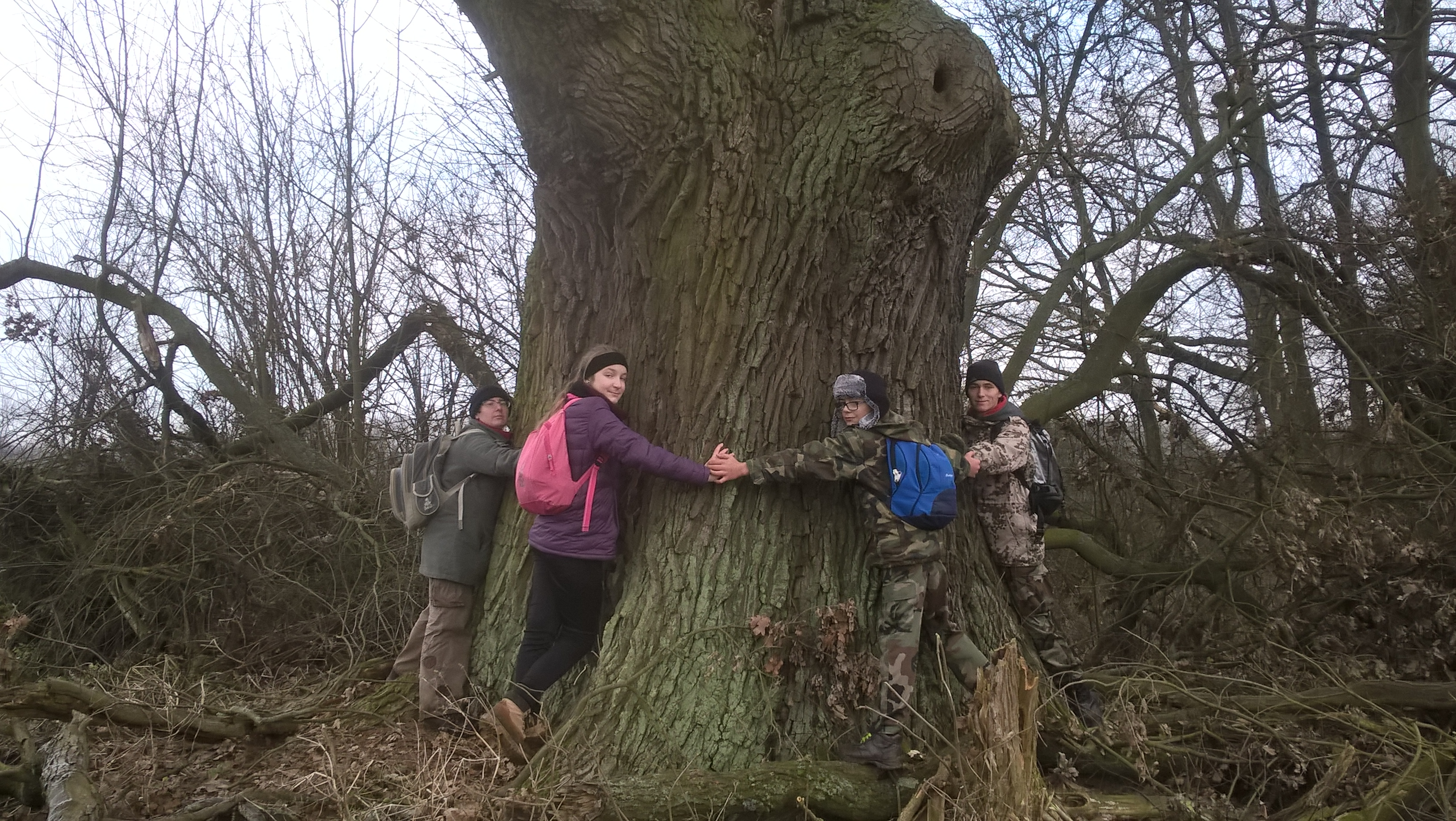
Dąb Śniadaniowy w gminie Szprotawa

Dąb Śniadaniowy – historyczny pomnik przyrody, dąb szypułkowy rosnący na terenie gminy Szprotawa (powiat żagański). Drzewo mierzy w obwodzie 702 cm (2016).
Drzewo to identyfikowane jest z pomnikiem przyrody z okresu przed II wojną światową. Był także wzmiankowany w niemieckojęzycznej literaturze przedmiotu jako Frühstückeiche.
Po 1945 wartość kulturowa pomnika uległa zatarciu i zapomnieniu. Drzewo odkryte zostało ponownie przez Towarzystwo Bory Dolnośląskie w grudniu 2016. W pobliżu rośnie Dąb Kotwicza.